# Асмус (Польща)
Асмус (пол. Asmus) — село в Польщі, у гміні Бруси Хойницького повіту Поморського воєводства. 
У 1975—1998 роках село належало до Бидгощського воєводства.